# Phyllis Johnson
Phyllis Wyatt Johnson, z domu Squire, następnie po mężu Waite (ur. 8 grudnia 1886 w Royal Tunbridge Wells, zm. 2 lutego 1967 w Tonbridge) – brytyjska łyżwiarka figurowa, startująca w konkurencji solistek, a wcześniej w parach sportowych z mężem Jamesem H. Johnsonem oraz Basilem Williamsem. Wicemistrzyni olimpijska z Londynu (1908), brązowa medalistka olimpijska z Antwerpii (1920), dwukrotna mistrzyni świata (1909, 1912) w parach sportowych, wicemistrzyni świata (1913) oraz mistrzyni Wielkiej Brytanii (1921) w konkurencji solistek.
Rozpoczynała karierę łyżwiarską pod panieńskim nazwiskiem Squire. Prezentowała „angielski styl” jazdy na łyżwach, wygrywając Challenge Shield w latach 1902–1904 i English Challenge Cup w 1904 roku.
W 1904 roku, w wieku 18 lat poślubiła 10 lat starszego właściciela kopalni Jamesa H. Johnsona. W latach 1908–1912 tworzyli parę sportową zdobywając m.in. wicemistrzostwo olimpijskie i dwa tytuły mistrzów świata. Musieli przerwać wspólną jazdę ze względu na problemy zdrowotne Jamesa, który zmarł 15 listopada 1921. Po jego śmierci Phylis ponownie wyszła za mąż przybierając nazwisko Waite.
W latach 1912–1920 rywalizowała jako solistka zdobywając m.in. wicemistrzostwo świata 1913 i zajmując 4. miejsce na Letnich Igrzyskach Olimpijskich 1920 w Antwerpii. Na tych samych igrzyskach wystąpiła również w parach sportowych z Basilem Williamsem zdobywając brązowy medal. W 1921 roku zdobyła mistrzostwo kraju wśród solistek.

## Osiągnięcia

### Solistki
| Zawody                        | 1912           | 1913           | 1914           | 1920           | 1921           |                |                |                |                |                |                |                |                |                |                |                |                |
| Międzynarodowe                | Międzynarodowe | Międzynarodowe | Międzynarodowe | Międzynarodowe | Międzynarodowe | Międzynarodowe | Międzynarodowe | Międzynarodowe | Międzynarodowe | Międzynarodowe | Międzynarodowe | Międzynarodowe | Międzynarodowe | Międzynarodowe | Międzynarodowe | Międzynarodowe | Międzynarodowe |
| ----------------------------- | -------------- | -------------- | -------------- | -------------- | -------------- | -------------- | -------------- | -------------- | -------------- | -------------- | -------------- | -------------- | -------------- | -------------- | -------------- | -------------- | -------------- |
| Igrzyska olimpijskie          |                |                |                | 4              |                |                |                |                |                |                |                |                |                |                |                |                |                |
| Mistrzostwa świata            | 3              | 2              | 3              |                |                |                |                |                |                |                |                |                |                |                |                |                |                |
| Krajowe                       |                |                |                |                |                |                |                |                |                |                |                |                |                |                |                |                |                |
| Mistrzostwa Wielkiej Brytanii |                |                |                |                | 1              |                |                |                |                |                |                |                |                |                |                |                |                |

### Pary sportowe

#### Z Basilem Williamsem
| Igrzyska olimpijskie | 3 |

#### Z Jamesem H. Johnsonem
| Igrzyska olimpijskie | 2 |   |   |   |
| Mistrzostwa świata   | 2 | 1 | 3 | 1 |

## Nagrody i odznaczenia
- Światowa Galeria Sławy Łyżwiarstwa Figurowego – 2017[6]